# Tour del Porvenir 1980
La 18.ª edición del Tour del Porvenir (nombre oficial en francés: Tour de l'Avenir) fue una carrera de ciclismo en ruta por etapas que se celebró entre el 8 y el 21 de septiembre de 1980 en Francia con inicio y final en la comuna francesa de Divonne-les-Bains sobre una distancia total de 1677 kilómetros.
La carrera fue ganada por el ciclista Alfonso Flórez Ortiz de la selección de Colombia. El podio lo completaron los ciclistas Serguéi Sujoruchenkov y Yury Kashirin de selección nacional de la Unión Soviética.

## Equipos participantes
Tomaron parte en la carrera 14 equipos nacionales amateur de 13 naciones, incluyendo la participación de 2 equipos franceses:
| Equipos nacionales amateur (14) - Bélgica - Checoslovaquia - Colombia - España - Finlandia - Francia - Francia sub-23 (Espoirs) - Italia - Marruecos - Países Bajos - Polonia - Portugal - Suiza - Unión Soviética |  |
| |  |

## Etapas
| Etapa          | Fecha     | Recorrido                                      | Distancia (km) | Ganador                 | Líder                |
| -------------- | --------- | ---------------------------------------------- | -------------- | ----------------------- | -------------------- |
| Prólogo        | 8 de sep  | Divonne-les-Bains – Divonne-les-Bains          | 4,2            | Gerrit Van Gestel       | Gerrit Van Gestel    |
| 1.ª etapa      | 9 de sep  | Divonne-les-Bains – Pontarlier                 | 138,5          | Yuri Katsjirin          | Yuri Katsjirin       |
| 2.ª etapa, p1  | 10 de sep | Pontarlier – Saint-Germain-du-Bois             | 103            | Francis Castaing        | Yuri Katsjirin       |
| 2.ª etapa, p2  | 10 de sep | Saint-Germain-du-Bois – Chalon-sur-Saône       | 49,7           | Checoslovaquia          | Jiří Stratílek       |
| 3.ª etapa      | 11 de sep | Villié-Morgon – Saint-Étienne                  | 157            | Ramazan Galaletdinov    | Ramazan Galaletdinov |
| 4.ª etapa      | 12 de sep | Saint-Étienne – Villeneuve                     | 171            | Rikho Suun              | Yuri Barinov         |
| 5.ª etapa      | 14 de sep | Saint-Trivier-sur-Moignans – Divonne-les-Bains | 179            | Krzysztof Sujka         | Alfonso Flórez Ortiz |
| 6.ª etapa      | 15 de sep | Divonne-les-Bains – Divonne-les-Bains          | 23,5           | Régis Clère             | Alfonso Flórez Ortiz |
| 7.ª etapa      | 16 de sep | Divonne-les-Bains – Morzine                    | 126,5          | José Patrocinio Jiménez | Alfonso Flórez Ortiz |
| 8.ª etapa      | 17 de sep | Morzine – Morzine                              | 109,5          | Serguéi Sujoruchenkov   | Alfonso Flórez Ortiz |
| 9.ª etapa      | 18 de sep | Morzine – La Clusaz                            | 133,5          | Yuri Barinov            | Alfonso Flórez Ortiz |
| 10.ª etapa     | 19 de sep | La Clusaz – Saint-Julien-en-Genevois           | 117            | Yuri Barinov            | Alfonso Flórez Ortiz |
| 11.ª etapa, p1 | 20 de sep | Saint-Julien-en-Genevois – Grand Colombier     | 77             | Serguéi Sujoruchenkov   | Alfonso Flórez Ortiz |
| 11.ª etapa, p2 | 20 de sep | Champagne – Ville-la-Grand                     | 153,5          | Yuri Barinov            | Alfonso Flórez Ortiz |
| 12.ª etapa     | 21 de sep | Ville-la-Grand – Divonne-les-Bains             | 91             | Philippe Martinez       | Alfonso Flórez Ortiz |

## Clasificaciones finales
Las clasificaciones finalizaron de la siguiente forma:

### Clasificación general
| Clasificación general |                         |                 |                  |
| Ciclista              | Ciclista                | Equipo          | Tiempo           |
| --------------------- | ----------------------- | --------------- | ---------------- |
| 1.º                   | Alfonso Flórez Ortiz    | Colombia        | 41 h 04 min 58 s |
| 2.º                   | Serguéi Sujoruchenkov   | Unión Soviética | + 3 min 10 s     |
| 3.º                   | Yury Kashirin           | Unión Soviética | + 4 min 28 s     |
| 4.º                   | Jiri Skoda              | Checoslovaquia  | + 5 min 29 s     |
| 5.º                   | Yuri Barinov            | Unión Soviética | + 8 min 54 s     |
| 6.º                   | José Patrocinio Jiménez | Colombia        | + 9 min 15 s     |
| 7.º                   | Ramazan Galialetdinov   | Unión Soviética | + 10 min 31 s    |
| 8.º                   | Antonio Coelho          | Portugal        | + 12 min 40 s    |
| 9.º                   | Frédéric Vichot         | Francia         | + 13 min 27 s    |
| 10.º                  | Czesław Lang            | Polonia         | + 14 min 27 s    |

### Clasificación por puntos
| Clasificación por puntos |                 |                 |        |
| Ciclista                 | Ciclista        | Equipo          | Puntos |
| ------------------------ | --------------- | --------------- | ------ |
| 1.º                      | Yuri Barinov    | Unión Soviética | 95     |
| 2.º                      | Alexej Averin   | Unión Soviética | 79     |
| 3.º                      | Frédéric Vichot | Unión Soviética | 61     |

### Clasificación de la montaña
| Clasificación de la montaña |                         |                 |        |
| Ciclista                    | Ciclista                | Equipo          | Puntos |
| --------------------------- | ----------------------- | --------------- | ------ |
| 1.º                         | Ramazan Galialetdinov   | Unión Soviética | 118    |
| 2.º                         | Serguéi Sujoruchenkov   | Unión Soviética | 105    |
| 3.º                         | José Patrocinio Jiménez | Colombia        | 86     |

### Clasificación por equipos
| Clasificación por equipos |                 |        |
| Equipo                    | Equipo          | Tiempo |
| ------------------------- | --------------- | ------ |
| 1.º                       | Unión Soviética |        |
| 2.º                       | Colombia        |        |
| 3.º                       | Portugal        |        |